# Coenipeta agnatali
Coenipeta agnatali là một loài bướm đêm trong họ Erebidae.